# Flemingsbergs förenade studentkårer
Flemingsbergs förenade studentkårer (FFS) grundades 2004 och är ett samarbetsorgan mellan studentkårerna vid Campus Flemingsberg i södra Stockholm. FFS ändamål är att bevaka och medverka i utvecklingen av förutsättningar för studier och studentliv på Campus Flemingsberg samt att främja samarbete mellan studentkårerna och öka gemenskapen mellan dess studenter.

## Medlemskårer
Följande studentkårer är medlemmar i FFS (2018):
- Medicinska föreningen i Stockholm
- Odontologiska föreningen i Stockholm
- Röda Korsets Högskolas Studentkår
- Stockholms Musikpedagogiska Instituts studentkår
- SöderS - Södertörns högskolas studentkår
- Tekniska högskolans studentkår

## Ordföranden
| År   | Namn                | Kårtillhörighet                          |
| ---- | ------------------- | ---------------------------------------- |
| 2018 | Robert Borg         | SöderS - Södertörns högskolas studentkår |
| 2017 | Helena Arvidsson    | Odontologiska föreningen                 |
| 2016 | Oskar Mattsson Wiik | SöderS - Södertörns högskolas studentkår |
| 2015 | Veronica Sällemark  | SöderS - Södertörns högskolas studentkår |
| 2014 | John Håkansson      | SöderS - Södertörns högskolas studentkår |